# Горњи Андријевци
Горњи Андријевци су насељено место у саставу општине Сибињ у Бродско-посавској жупанији, Република Хрватска.

## Историја
До територијалне реорганизације у Хрватској налазили су се у саставу старе општине Славонски Брод.

## Становништво
На попису становништва 2011. године, Горњи Андријевци су имали 467 становника.

## Попис1991.
На попису становништва 1991. године, насељено место Горњи Андријевци је имало 578 становника, следећег националног састава:
| Попис 1991.‍  | Попис 1991.‍  | Попис 1991.‍ | Попис 1991.‍ | Попис 1991.‍ |
| ------------ | ------------ | ----------- | ----------- | ----------- |
|              |              |             |             |             |
| Хрвати       | Хрвати       |             | 541         | 93,59%      |
| Срби         | Срби         |             | 16          | 2,76%       |
| Југословени  | Југословени  |             | 4           | 0,69%       |
| Немци        | Немци        |             | 2           | 0,34%       |
| Украјинци    | Украјинци    |             | 2           | 0,34%       |
| неопредељени | неопредељени |             | 3           | 0,51%       |
| непознато    | непознато    |             | 10          | 1,73%       |
| укупно: 578  |              |             |             |             |